# Carolyn Becker
Carolyn Marie Becker, född 8 november 1958 i Lynwood i Kalifornien, är en amerikansk före detta volleybollspelare.
Becker blev olympisk silvermedaljör i volleyboll vid sommarspelen 1984 i Los Angeles. Carolyns bror Nick Becker vann brons vid OS 1992.